# Erode il Grande (film)
Erode il Grande è un film del 1959 co-diretto da Arnaldo Genoino e Viktor Turžanskij.

## Trama
Aronne viene incaricato da Erode di sorvegliare la moglie Mariam durante la sua assenza e di ucciderla qualora egli non tornasse. Quando giunge la notizia della morte di Erode, Aronne non esegue l'ordine; innamorato di lei, fugge con la donna nel deserto. Nel frattempo si congiurano intrighi di potere contro la regina madre e, quando viene proclamato nuovo re il cognato, ricompare improvvisamente Erode, che in realtà non è morto. Furioso per ciò che è accaduto, fa uccidere suo cognato e instaura un regime di terrore: Aronne viene torturato e Mariam lapidata. Ottenuta la sua vendetta, inizia a essere turbato dalla comparsa di un uomo che gli predice la nascita di un nuovo Messia; ordina quindi la strage degli innocenti. Dilaniato dai rimorsi, rimane ucciso da un colpo apoplettico.

## Produzione
Il film, girato su schermo panoramico Totalscope, venne iscritto al Pubblico Registro Cinematografico della S.I.A.E. con il n. 2.040. Ottenne il visto di censura n. 28.396 del 30 dicembre 1958 con una lunghezza accertata di 2.699 metri ed ebbe la prima proiezione pubblica il 1º gennaio 1959. Ebbe incassi discreti: 488.788.000 di lire. Il titolo francese fu Hérode le grand, quello tedesco Herodes - Blut über Jerusalem, quello spagnolo El rey cruel (Herodes el grande) e quello anglofono Herod the great.